# Kushin-ryu
Kushin-ryu (em japonês:  空心流, Kūshin-ryū) é um estilo de caratê que foi criado desde a fusão das técnicas do estilo Konshin-ryu, de jiu-jítsu, e do estilo Goju-ryu, de caratê. Foi fundado por Kiyotada Sannosuke Ueshima e inscrito no Butoku-kai em 1935.